# Poly Styrene
Marianne Joan Elliott-Said (Bromley, 3 de julho de 1957 - Sussex, 25 de abril de 2011) foi uma cantora inglesa conhecida pelo nome de Poly Styrene.
Ex-vocalista da banda punk X-Ray Spex, morreu de câncer, aos 53 anos de idade.

## Vida
Marianne Elliott-Said nasceu em 1957 em Bromley, Kent, e cresceu em Brixton, Londres. A sua mãe, que a educou sozinha, era uma assessora jurídica britânica (escocesa-irlandesa). O seu pai era um aristocrata somali.
Na adolescência, Marianne torna-se uma "hippie descalça". Com quinze anos, fugiu de casa com 3£ no bolso, e "à boleia", ia de festival musical a festival musical. A aventura só terminou quando pisou um prego enferrujado e teve de ser tratada à septicemia.
Após assistir à atuação dos Sex Pistols no seu aniversário de 1975, Marianne inspirou-se para formar a banda punk denominada X-Ray Spex.